# Jasik (Čaglin)
Jasik je naselje u Republici Hrvatskoj u Požeško-slavonskoj županiji, u sastavu općine Čaglin.

## Zemljopis
Jasik je smješten na obroncima Krndije,  oko 4 km sjeverno od Čaglina, susjedna sela su Duboka, Milanlug i Jurkovac.

## Stanovništvo
Prema popisu stanovništva iz 2011. godine Jasik je imao 2 stanovnika, dok je prema popis stanovništva iz 1991. godine imao 19 stanovnika.
| broj stanovnika |       |       |       |       |       |       |       | 94    | 104   | 106   | 104   | 84    | 48    | 19    | 3     | 2     |       |
|                 | 1857. | 1869. | 1880. | 1890. | 1900. | 1910. | 1921. | 1931. | 1948. | 1953. | 1961. | 1971. | 1981. | 1991. | 2001. | 2011. | 2021. |